# Маріан Опаня
Маріан Опаня (пол. Marian Opania; нар. 1 лютого 1943, Пулави, Люблінське воєводство, Польща) — польський актор театру і кіно, відомий виконавець акторської пісні. Заслужений діяч культури Польщі (1988).

## Біографія
Маріан Опаня народився 1 лютого 1943 року в Пулави у Польщі. Випускник I Ліцею ім. Адама Єжи Чарторийського в Пулави (1960). У 1964 році закінчив Державний інститут театрального мистецтва (зараз Театральна академія імені Александра Зельверовича) у Варшаві.
Як актор Маріан Опаня дебютував у новелі «Варшава» фільму Анджея Вайди «Кохання у двадцять років». театральний дебют Опані відбувся 10 жовтня 1962 року сцені Варшавського Класичного театру, де він грав до 1977 року.
З 1981 року Маріан Опаня актор варшавського театру «Атенеум».

## Театральна кар'єра
Актор
- Класичний театр у Варшаві, 1964—1972
- Варшавський театр «Студіо», 1964—1972
- Театр «Квадрат» у Варшаві, 1978
- Варшавський театр комедії, 1979—1981
- Варшавський театр «Атенеум» з 1981 року

## Особисте життя
Маріан Опаня — батько театрального і кіноактора Бартоша Опані. У нього також є донька, Магдалена.

## Фільмографія (вибіркова)
| Рік       |    | Українська назва                         | Оригінальна назва                             | Роль                             |
| --------- | -- | ---------------------------------------- | --------------------------------------------- | -------------------------------- |
| 1962      | ф  | Кохання у двадцять років                 | L'amour à vingt ans                           | Мішек                            |
| 1964      | ф  | Повернися, Беато!                        | Beata                                         | Олек «Рамзес» Смоленський        |
| 1965      | ф  | Білі штори                               | Les rideaux blancs                            |                                  |
| 1966      | ф  | Дон Габріель                             | Don Gabriel                                   | Шнітко                           |
| 1966—1970 | с  | Чотири танкісти і пес                    | Czterej pancerni i pies                       | капрал Маріан «Задра» Лазевський |
| 1967      | ф  | Злочинець залишає слід                   | Morderca zostawia slad                        | Зенек                            |
| 1967      | ф  | Стрибок                                  | Skok                                          |                                  |
| 1967—1970 | с  | Ставка більша за життя                   | Stawka wieksza niz zycie                      | Казик Труханович                 |
| 1968      | ф  | Останній за Богом                        | Ostatni po Bogu                               | Ваторек                          |
| 1968      | ф  | Лялька                                   | Lalka                                         | Веґілек                          |
| 1968      | кф | Я виграв                                 | Ja gore!                                      | Валек                            |
| 1969      | ф  | Сусіди                                   | Sasiedzi                                      | бойскаут Трухачек                |
| 1970      | ф  | Правді в очі                             | Prawdzie w oczy                               | Вацек Карбованєц                 |
| 1971      | ф  | Неспокійний постоялець                   | Klopotliwy gosc                               | охоронець поляни                 |
| 1971      | ф  | Перлина в короні                         | Perla w koronie                               | Альберт                          |
| 1972      | ф  | Ковзання                                 | Poslizg                                       | 'Малий'                          |
| 1972      | ф  | Порятунок                                | Ocalenie                                      | Щеняк                            |
| 1973      | ф  | Перст Божий                              | Palec bozy                                    | Тадеуш Кашпшак                   |
| 1974      | ф  | Кар'єра                                  | Awans                                         | Маріан Ґжиб                      |
| 1974      | ф  | Повний місяць над головами               | Pelnia nad glowami                            |                                  |
| 1974      | с  | Скільки залишилося жити                  | Ile jest zycia                                | Валек                            |
| 1977      | ф  | Нескінченні озера                        | Bezkresne laki                                | водій                            |
| 1977      | ф  | Індекс                                   | Indeks                                        |                                  |
| 1979      | ф  | Ґолем                                    | Golem                                         | лікар, «творець» Перната         |
| 1980      | ф  | Точки зіткнення                          | Czule miejsca                                 | 13-04                            |
| 1980      | ф  | Уранішні зірки                           | Gwiazdy poranne                               |                                  |
| 1981      | ф  | Тремтіння                                | Dreszcze                                      | Збишек                           |
| 1981      | ф  | Людина із заліза                         | Czlowiek z zelaza                             | Вінкель                          |
| 1982      | ф  | Мати Королів                             | Matka Królów                                  | адвокат                          |
| 1982      | ф  | Пісні після роси                         | Spiewy po rosie                               | водій вантажівки                 |
| 1982      | тф | Випадки Петра С.                         | Przypadki Piotra S.                           | помічник майстра                 |
| 1982      | ф  | Строго за наказом                        | Wierne blizny                                 | Кароль «Глобус»                  |
| 1983      | ф  | Внутрішній стан                          | Stan wewnetrzny                               | Мацек Шумінський                 |
| 1983      | ф  | Згідно з волею Твоєю...                  | Wedle wyroków twoich...                       | фотограф Мах                     |
| 1984      | ф  | Прискорення                              | Przyspieszenie                                | оператор                         |
| 1985      | ф  | Хроніка любовних подій                   | Kronika wypadków milosnych                    | містер Кежунь                    |
| 1986      | ф  | Герой року                               | Bohater roku                                  | Шеф-редактор                     |
| 1986      | ф  | Маскарад                                 | Maskarada                                     | Кшиштоф                          |
| 1986      | с  | Попередження                             | Zmiennicy                                     | Цеглярек                         |
| 1987      | ф  | Верифікація                              | Weryfikacja                                   | «Сірий»                          |
| 1988      | с  | Декалог                                  | Dekalog                                       |                                  |
| 1988      | ф  | Футбольний покер                         | Pilkarski poker                               | Боло                             |
| 1989      | тф | Горила, або Останнє завдання             | Goryl - czyli ostatnie zadanie                |                                  |
| 1991      | ф  | Контрольовані розмови                    | Rozmowy kontrolowane                          | SB General Mozambik              |
| 1992      | тф | Сауна                                    | Sauna                                         | Юрій                             |
| 1993      | ф  | До побачення, учора                      | Do widzenia wczoraj                           | Стефан                           |
| 1993      | ф  | Павучихи                                 | Pajeczarki                                    | оптовий торговець                |
| 1993      | ф  | Супервидіння                             | Superwizja                                    | Куба                             |
| 1993      | ф  | Людина з...                              | Czlowiek z                                    |                                  |
| 1994      | ф  | Панна з мокрою головою                   | Panna z mokra glowa                           |                                  |
| 1999      | с  | Гніздів'я                                | Siedlisko                                     | Вацлав Котула                    |
| 1999      | с  | Екстрадиція 3                            | Ekstradycja 3                                 | Томаш Осовський                  |
| 1999      | с  | У добрі і в злі                          | Na dobre i na zle                             | професор Тадеуш Зіберт           |
| 2001      | ф  | Вайзер                                   | Weiser                                        | ксьондз                          |
| 2001      | ф  | Чорний пляж                              | La plage noire                                | перша людина з міністерства      |
| 2002      | ф  | Шопен. Прагнення кохання                 | Chopin. Pragnienie milosci                    | Ян                               |
| 2004      | тф | Чудесно врятований                       | Cudownie ocalony                              | Миколай Бісаґа                   |
| 2005      | ф  | Судовий виконавець                       | Komornik                                      | Чельс                            |
| 2005—2009 | с  | Няня                                     | Niania                                        | Стефан Май                       |
| 2008      | с  | Отець Матвій                             | Ojciec Mateusz                                | Роман Ноцуль                     |
| 2009      | ф  | Єнен                                     | Enen                                          | Дебскі                           |
| 2010      | ф  | Дівочі обіцянки                          | Sluby panienskie                              | дворянин                         |
| 2010      | ф  | Маленький іспит зрілості 1947            | Mala matura 1947                              | професор Слепка                  |
| 2010      | ф  | Пікселі                                  | Piksele                                       | самогубець                       |
| 2012      | с  | Правосуддя Агати                         | Prawo Agaty                                   | Анджей Пшибиш                    |
| 2013      | ф  | Життя в розкоші                          | Wkręceni                                      | рибалка                          |
| 2014      | ф  | Боги                                     | Bogowie                                       | професор Ян Нелюбович            |
| 2015      | ф  |                                          | Excentrycy, czyli po slonecznej stronie ulicy | Ян Бориссовський                 |
| 2016      | ф  | 7 речей, яких ви не знаєте про чоловіків | 7 rzeczy, których nie wiecie o facetach       | батько Стефана                   |